# Горохово (Курганская область)
Горохово — село в Юргамышском районе Курганской области. Административный центр Гороховского сельсовета.

## История
До 1917 года в составе Кипельской волости Челябинского уезда Оренбургской губернии. По данным на 1926 год состояло из 232 хозяйств. В административном отношении являлось центром Гороховского сельсовета Юргамышского района Курганского округа Уральской области.

## Население
| 1989 | 2002  | 2010  |
| ---- | ----- | ----- |
| 1476 | ↘1265 | ↘1051 |

По данным переписи 1926 года в селе проживало 1116 человек (516 мужчин и 600 женщин), в том числе: русские составляли 100 % населения.